# لیک سیتی (آرکانزاس)
لیک سیتی (به انگلیسی: Lake City) یک شهر در ایالات متحده آمریکا است که در شهرستان کریگهید، آرکانزاس واقع شده‌است. لیک سیتی ۷٫۹۵ کیلومتر مربع مساحت و ۲٬۰۸۲ نفر جمعیت دارد و ۶۹ متر بالاتر از سطح دریا واقع شده‌است.